# Пречно
Пречно (хорв. Prečno) — населений пункт у Хорватії, у Загребській жупанії у складі міста Іванич-Град.

## Населення
Населення за даними перепису 2011 року становило 98 осіб.
Динаміка чисельності населення поселення:

## Клімат
Середня річна температура становить 10,91 °C, середня максимальна – 25,36 °C, а середня мінімальна – -6,15 °C. Середня річна кількість опадів – 871 мм.
| Клімат поселення                              | Клімат поселення | Клімат поселення | Клімат поселення | Клімат поселення | Клімат поселення | Клімат поселення | Клімат поселення | Клімат поселення | Клімат поселення | Клімат поселення | Клімат поселення | Клімат поселення | Клімат поселення |
| Показник                                      | Січ.             | Лют.             | Бер.             | Квіт.            | Трав.            | Черв.            | Лип.             | Серп.            | Вер.             | Жовт.            | Лист.            | Груд.            |                  |
| Середній максимум, °C                         | 6,38             | 8,47             | 13,05            | 17,62            | 22,64            | 25,36            | 24,38            | 23,64            | 19,96            | 14,82            | 9,20             | 5,18             |                  |
| Середня температура, °C                       | 0,12             | 2,20             | 6,80             | 11,36            | 16,37            | 19,10            | 20,67            | 19,95            | 16,26            | 11,11            | 5,50             | 1,50             |                  |
| Середній мінімум, °C                          | −6,15            | −4,06            | 0,52             | 5,09             | 10,12            | 12,84            | 16,98            | 16,24            | 12,55            | 7,41             | 1,79             | −2,22            |                  |
| Норма опадів, мм                              | 52               | 49               | 59               | 67               | 77               | 90               | 78               | 84               | 80               | 83               | 87               | 65               |                  |
| Середньомісячна швидкість вітру, м/с          | 1.82             | 2.02             | 2.48             | 2.30             | 2.10             | 2.00             | 1.90             | 1.72             | 1.72             | 1.80             | 1.90             | 1.90             |                  |
| Середньомісячна сонячна радіація, кДж/м²·день | 4167             | 6939             | 10574            | 15160            | 19302            | 21342            | 22239            | 19450            | 14337            | 8813             | 4600             | 3387             |                  |
| --------------------------------------------- | ---------------- | ---------------- | ---------------- | ---------------- | ---------------- | ---------------- | ---------------- | ---------------- | ---------------- | ---------------- | ---------------- | ---------------- | ---------------- |
| Джерело:                                      |                  |                  |                  |                  |                  |                  |                  |                  |                  |                  |                  |                  |                  |